# كريستوفر ويلارد
كريستوفر ويلارد هو رسام كندي، ولد في 15 سبتمبر 1960.